# Mihai Gribincea
Mihai Gribincea (n. 27 august 1963, Mingir, raionul Hîncești, Republica Moldova) este un diplomat moldovean.

## Studii
Mihai Gribincea a învățat la Facultatea de istorie a Universității de Stat din Moldova (Chișinău, 1986) și la Facultatea Relații internaționale a Școlii Naționale de Studii Politice și Administrative din București (1992). Și-a susținut doctoratul în istorie la Universitatea din București, conducătorul său științiific fiind Dinu C. Giurescu (1995).

## Carieră
Din noiembrie 2015 până în iulie 2020 a fost Ambasador al Republicii Moldova în România, și prin cumul în Serbia. Înainte de aceasta, a fost Ambasador al Republicii Moldova în Regatul Belgiei, iar prin cumul și în Regatul Țărilor de Jos și în Luxemburg. Tot prin cumul a fost și Șeful Misiunii Republicii Moldova pe lângă NATO. Înainte de a fi numit în funcția de ambasador la Bruxelles, Mihai Gribincea  a activat în calitate de Consilier politic al Înaltului Comisar OSCE pentru minorități naționale, cu sediul la Haga, Țările de Jos (2001-2010).
Înainte de a fi angajat în funcția de Consilier al Înaltului Comisar OSCE, Mihai Gribincea a lucrat pentru Misiunea ONU din Timorul de Est (1999-2001) și pentru Misiunile OSCE din Georgia (1996-1997) și din Croația (1999). În 1992 – 1998 a fost angajat al Ministerului Afacerilor Externe (MAE) al Republicii Moldova. Ultima sa funcție în cadrul MAE, a fost aceea de șef al Departamentului Securitate Europeană și probleme politico-militare. Între anii 1993–1994 a activat în cadrul Ambasadei Republicii Moldova în Federația Rusă.